# エリオットレイク
エリオット・レイク（英: Elliot Lake）は、カナダのオンタリオ州北東部、ヒューロン湖の北、アルゴマ地区にある都市。人口は1万1372人（2021年）。サドバリーとスーセントマリーのちょうど中間に位置する。

## 歴史
同エリアで1953年に大きなウラニウム鉱脈が発見されたことで、1955年に鉱山の街として計画的に建設された。都市の名は街に面してある小さな湖の名から来ている。地質学者であるフランク・ジュバン（Franc Joubin）とアメリカの投資家ジョセフ・ハーシュホーン（Joseph Hirshhorn）が街の創設に大きな役割を担った。主な鉱山会社はデニソン鉱山（Denison Mines）とリオ・アルゴム（Rio Algom）である。
資源の価格が流動的であるため、街は幾度となく大きな景気の波を経験している。1960年代には人口がピークに達し、2万6,000人まで膨らんだ。1990年代に、鉱山の生産は底をつき、資源の価格低下にもさらされ、ついに廃坑となった。
近年は、生き残りのために代替となるあらゆる施策を模索しており、セカンドライフや観光地先として誘致することに力を入れている。

## 交通
- エリオットレイク地域空港（Elliot Lake Municipal Airport、IATA空港コード：YEL、ICAO空港コード：CYEL）

街の中心から南東へ7.4kmほどのところにある。現在、定期便は運航されていない。
- ハイウェイ108号線（Highway 108）

街から30kmほど南を東西に走るハイウェイ17号線（Highway 17）とつながっている。

## 観光
- エリオットレイクの鉱山と核博物館（Elliot Lake Mining and Nuclear Museum）

アウトドアが豊富にでき、魚釣りを始め、スキーやゴルフコースなどもあり、秋の季節には丘の上から見事な紅葉を見ることが出来る。